# František Kohout (zednický učeň)

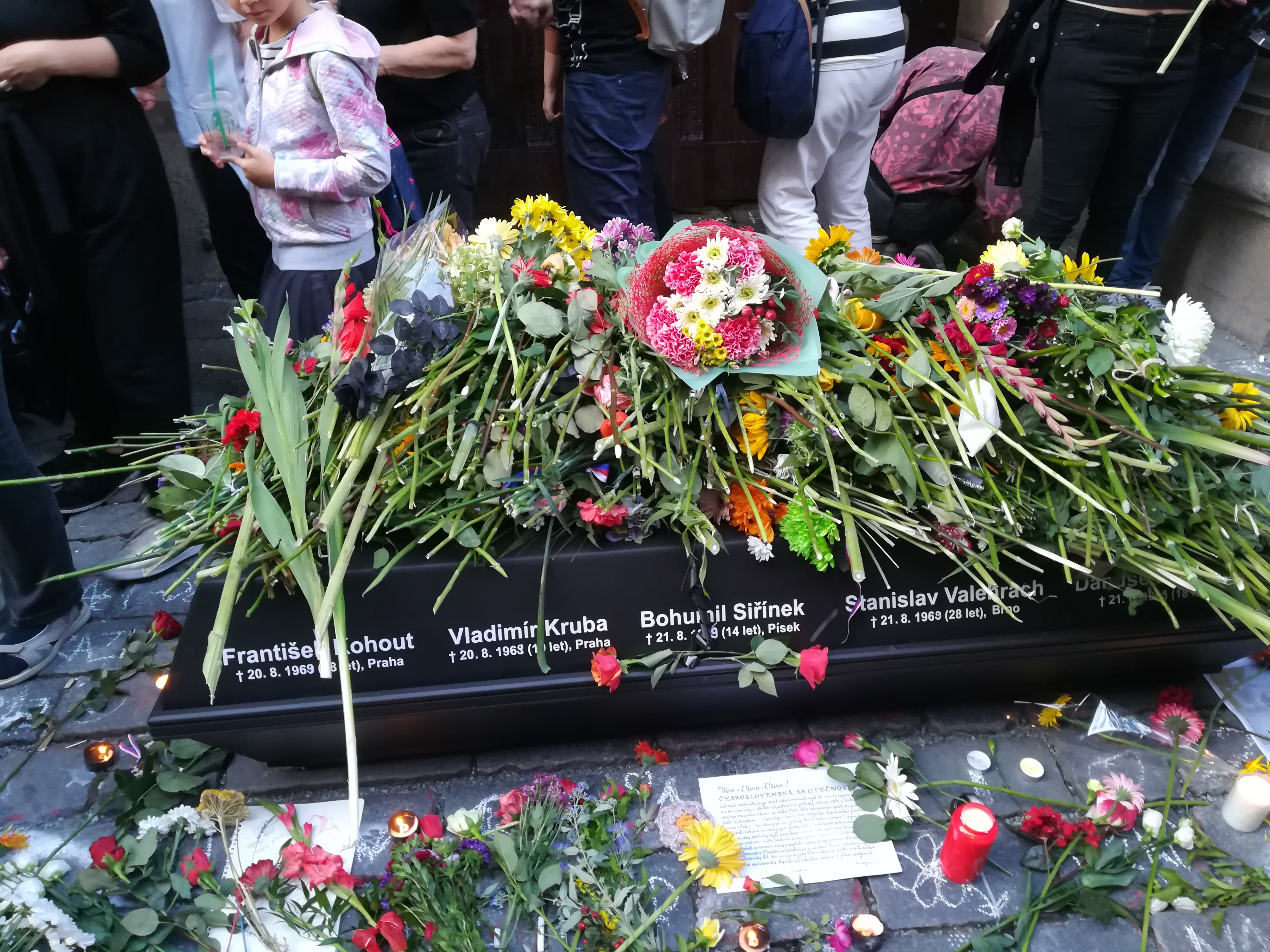
Symbolická rakev se jmény pěti obětí usmrcených pořádkovými silami ve dnech 20. a 21. srpna 1969 při potlačování demonstrací v Praze a Brně

Symbol Lidových milic (ilustrační foto)

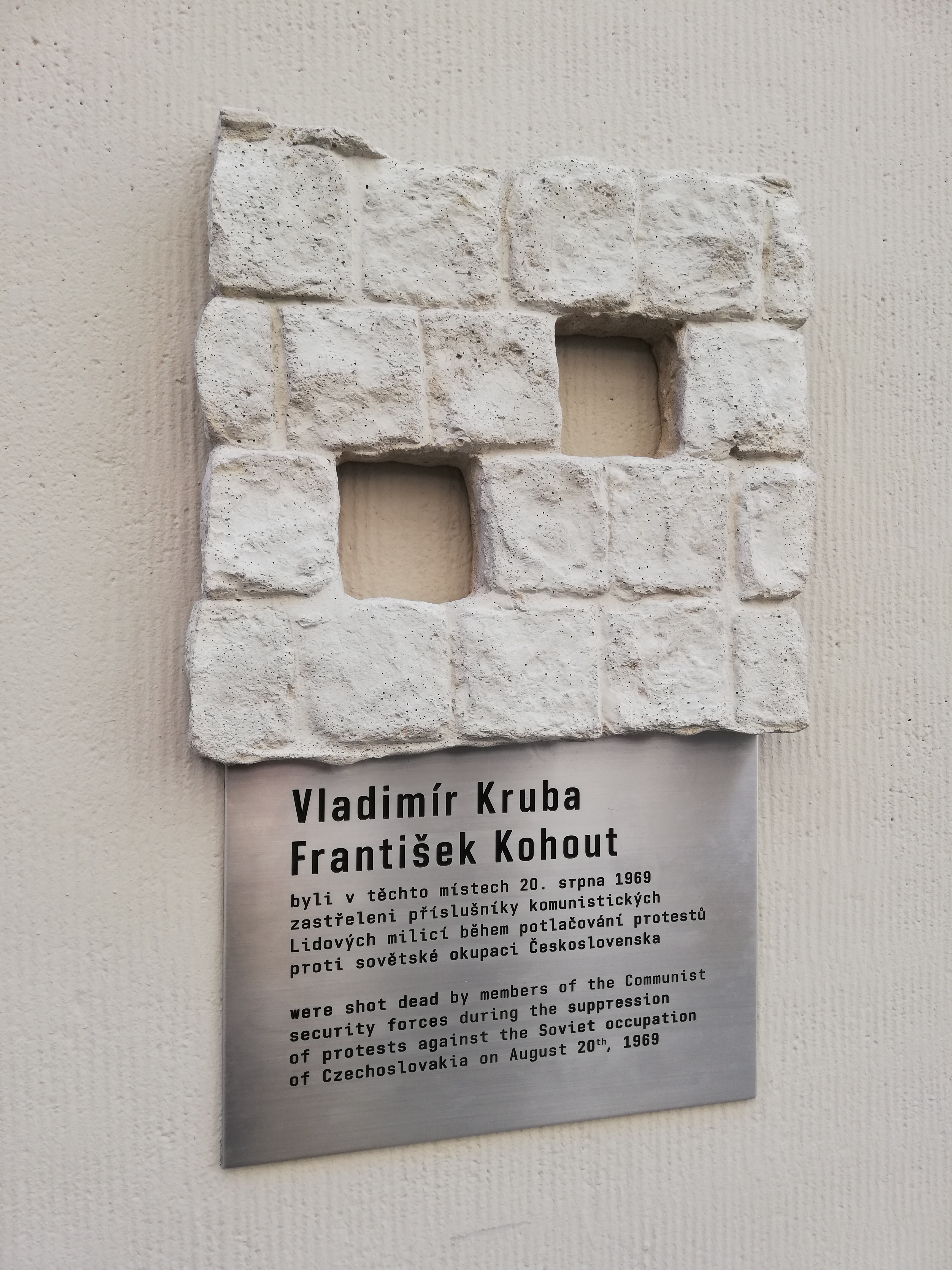
Pamětní deska věnovaná památce Vladimíra Kruby a Františka Kohouta v Praze

František Kohout (7. dubna 1951 – 20. srpna 1969, Praha) byl jednou ze tří pražských obětí při potlačování demonstrací (20. srpna 1969 a 21. srpna 1969) k 1. výročí obsazení ČSSR vojsky Varšavské smlouvy (resp. k 1. výročí sovětské okupace).

## Podrobněji
František Kohout se narodil 7. dubna 1951 František Kohout bydlel v Jeruzalémské ulici v Praze a v roce 1969 byl zednickým učněm u Pražského stavebního podniku.
V Praze na Václavském náměstí u pomníku svatého Václava se scházeli lidé každý den v podvečer a to již od 16. srpna 1969 a každý den jich bylo více. Dne 20. srpna 1969 jejich množství kulminovalo a posléze vyústilo v centru Prahy v mohutné střety mezi demonstranty a zasahujícími pořádkovými jednotkami.   
K první střelbě ostrou municí do demonstrantů došlo v Králodvorské ulici, která se nachází za Prašnou branou, spojuje severní část náměstí Republiky, přetíná křižovatku ulic U Obecního domu a U Prašné brány, aby nakonec skončila v Celetné ulicí. Jednotky Lidových milicí byly rozmístěny v prostoru na rohu ulice U Obecního domu, odkud jejich ozbrojení příslušníci začali samopaly střílet z nákladního automobilu do davu. V prostoru křižovatky ulic Králodvorská a „U Prašné brány“ byl kolem (22. hodiny večerní) střelbou z větší vzdálenosti (nejspíše se jednalo o „nepovedené varovné výstřely“) smrtelně zasažen osmnáctiletý zednický učeň František Kohout (průstřel hlavy a následné masivní poranění mozku) a o několik kroků dál (směrem do Rybné ulice, přesněji: na křižovatce ulic Rybná a Králodvorská; nejspíše odraženými střelami) devatenáctiletý elektrikář Vladimír Kruba.
Okamžiky předcházející i ty bezprostředně následující po smrtelném zranění Františka Kohouta popsal na policii svědek – pan Zdeněk Kubík.
Již z rohu Celetné ulice jsem viděl, že u Prašné brány je nějaký dav lidí, že je tam velký křik a nějací lidé házejí dlažební kostky směrem k Prašné bráně, kde stála obrněná vozidla Veřejné bezpečnosti. Já jsem se až k tomuto davu nedostal. Zůstal jsem stát opodál mezi menšími hloučky. Najednou se dav obrátil a dal se do pohybu směrem ke Staroměstskému náměstí. Otočil jsem se, abych šel ve stejném směru. V tu chvíli jsem zaslechl výstřely. Zdálo se mi, že jich bylo několik rychle za sebou jako dávka ze samopalu. Ohlédl jsem se a najednou vidím, jak po mé pravé ruce padá k zemi nějaký kluk. Viděl jsem, že mu z hlavy teče krev. Jak padal, tak jsem ho nestačil zachytit, upadl na zem, ani nic neříkal. Vzal jsem ho za ruku a nějací lidé ho chytli za druhou ruku a za nohy. Někdo volal, že je třeba ho odvézt do nemocnice a tak jsme ho táhli k automobilu, který v ulici stál. Ten automobil stál u chodníku před obchodem se starožitnostmi, měl otevřené dveře a byl otočen směrem k Staroměstskému náměstí. Stál u něj nějaký muž, oblečen v oblek a bílou košili. Naložili jsme toho kluka do auta a on odjel ... 
Zdeněk Kubík, protokol z vyšetřování smrti Františka Kohouta, 
František Kohout utrpěl devastující zranění mozku a byl odvezen co nejrychleji ochotným řidičem do nemocnice Na Františku, ale zdejší lékařská pomoc (okamžitá operace) již byla marná. Policie během svého vyšetřování objevila stanoviště střelce. Dokonce bylo nalezeno i několik vystřelených nábojnic ze samopalu. Navíc byla k dispozici i střela vyjmutá při pitvě z hlavy oběti. Tehdejší velitel zásahu nevydal pokyn k palbě, jednalo se nejspíše o vlastní iniciativu střelce / střelců, jehož / jejichž identita nebyla ani tehdy ani později odhalena. 

## Pamětní deska
Jméno Františka Kohouta připomíná pamětní deska, která vznikla díky občanskému spolku „Pomníky obětem bezpráví“ v rámci iniciativy „Srpen 1969“ a projektu „Černé šeříky“.  Iniciátorem projektu byl předseda spolku „Pomníky obětem bezpráví“ – historik a genealog Lukáš Cvrček. Pamětní deska byla financována členy spolku „Pomníky obětem bezpráví“ z darů soukromých osob. 
Pamětní deska se nachází na fasádě (vnější zdi) Grand Hotelu Bohemia  Byla slavnostně odhalena dne 21. srpna 2019 za přítomnosti starosty Pavla Čižinského, radních a dalších zástupců radnice Prahy 1.
Autorem výtvarného návrhu pamětní desky je sochař Jakub Grec, který (bez nároku na honorář) desku vytvořil a rovněž zajistil její instalaci. Horní část pamětní desky je tvořena betonovým reliéfem. Ten znázorňuje motiv pražské dlažby. Kompaktní povrch dlažby je narušen dvěma chybějícími dlažebními kostkami, které symbolizují dva zbytečně zmařené mladé lidské životy. (Deska je společná jak pro Františka Kohouta, tak i pro Vladimíra Krubu.) Dolní část pamětní desky doplňuje kovová tabulka s českým a anglickým textem.
- Český text na pamětní desce: Vladimír Kruba / František Kohout / byli v těchto místech 20. srpna 1969 / zastřeleni příslušníky komunistických / Lidových milicí během potlačování protestů / proti sovětské okupaci Československa[7][2]
- Anglický text na pamětní desce: Vladimír Kruba / František Kohout / were shot dead by members of the Communist / security forces during the suppression / of protests against the Soviet occupation / of Czechoslovakia on August 20–th, 1969[8][2]

## Ocenění
V roce 2009 mu byla in memoriam udělena Cena Václava Bendy. Medaile zůstala uložena v Ústavu pro studium totalitních režimů, protože se nepodařilo vyhledat žádného z příbuzných Františka Kohouta ani nikoho z jeho přátel či známých.